# Sphecodes nippon
Sphecodes nippon är en biart som beskrevs av Meyer 1922. Sphecodes nippon ingår i släktet blodbin, och familjen vägbin. Inga underarter finns listade i Catalogue of Life.